# Phidippus purpuratus
Phidippus purpuratus là một loài nhện trong họ Salticidae.
Loài này thuộc chi Phidippus. Phidippus purpuratus được Eugen von Keyserling miêu tả năm 1885.